# Papadopoulos (entreprise)
 (octobre 2019).
Papadopoulos AE (grec moderne : Παπαδόπουλος Α.Ε.), en Grèce Papadopoúlou (Παπαδοπούλου, stylisé en ΠΑΠΑΔΟΠȢΛȢ), est une biscuiterie grecque fondée en 1922 par Evángelos Papadópoulos.
Elle possède quatre sites de production en Grèce : Athènes, Thessalonique, Vólos et Œnophyta, et emploie environ 1 200 salariés.

## Historique de la société
À la suite de la guerre Gréco-turque, Evángelos Papadópoulos et sa famille doivent fuir Constantinople (en Turquie) et débarquent au Pirée (en Grèce) en 1922. Ils commencent à vendre des Petits Beurres et fondent la biscuiterie Papadopoulos.
En 1938, l'entreprise ouvre sa première petite usine à Athènes.
Pendant la Seconde Guerre mondiale, l'entreprise Papadopoulos fournit à l'armée grecque des petits beurres pour les soldats grecs.
En 1952, l'entreprise ouvre sa première grande usine moderne à Petrou Ralli dans la banlieue d'Athènes).

## Produits
Papadopoulos commercialise une gamme étendue de biscuits. Les plus connues sont les produits décrits ci-après.

### Miranda
C'est le premier biscuit fabriqué industriellement par Papadopoulos, depuis les années 1930.

### Caprice

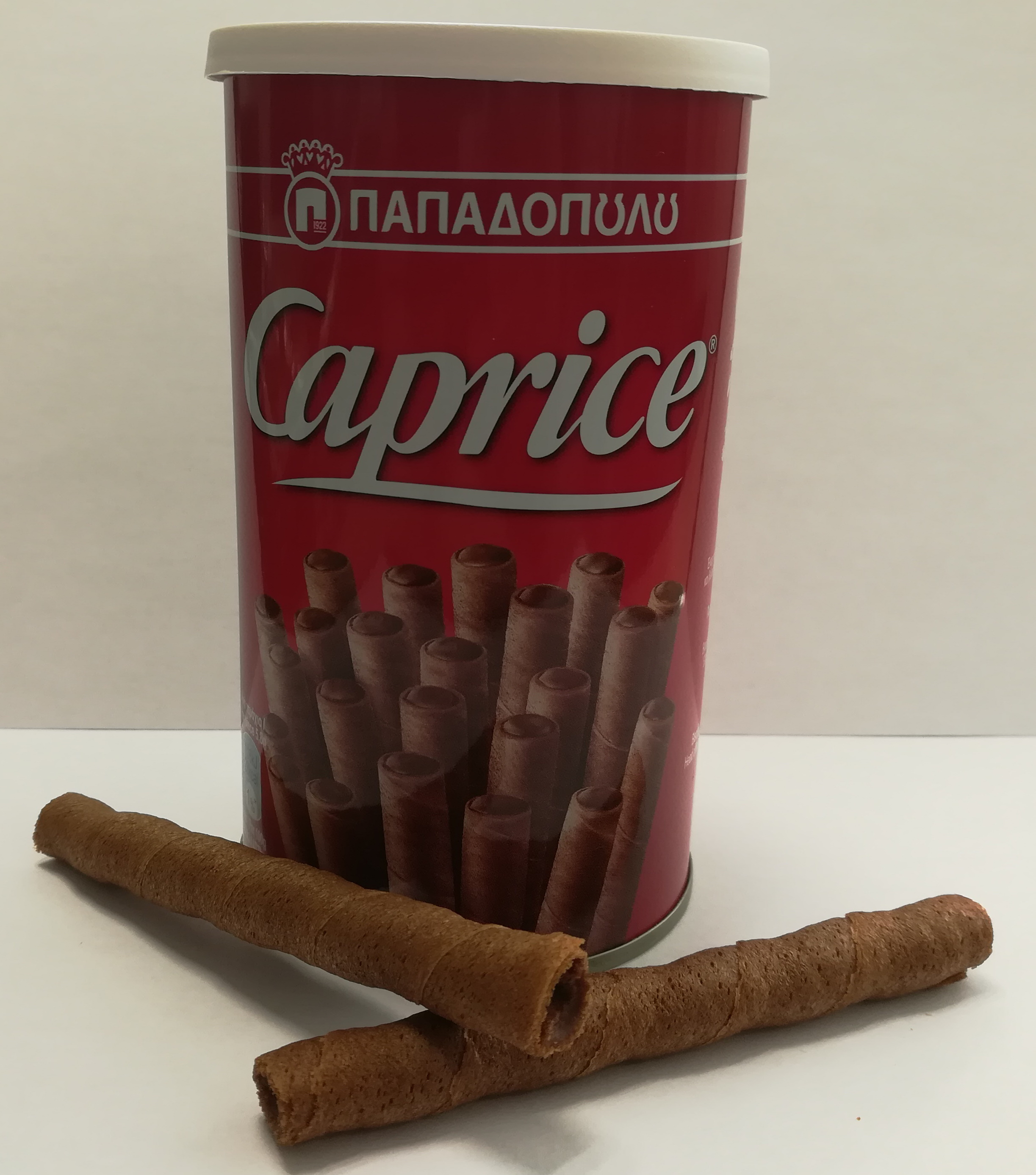
Boite de biscuits "Caprice"

Ce biscuit est décliné en quatre saveurs : Caprice (noisette et cacao), Caprice Dark (chocolat noir et crème), Caprice Vanilla (vanille) et Caprice Cappuccino.
Créé en 1978, c'est devenu le produit phare de Papadopoulos à l'international.

### Krakerakia
Crackers salés pour l'apéritif.